# Lafayette (Califòrnia)
Lafayette és una ciutat dels Estats Units a l'estat de Califòrnia. Segons el cens del 2007 tenia 23.910 habitants.

## Demografia
Segons el cens del 2000, Lafayette tenia 23.908 habitants, 9.152 habitatges, i 6.754 famílies. La densitat de població era de 607,3 habitants/km².
Dels 9.152 habitatges en un 36,3% hi vivien nens de menys de 18 anys, en un 64,9% hi vivien parelles casades, en un 6,5% dones solteres, i en un 26,2% no eren unitats familiars. En el 20,1% dels habitatges hi vivien persones soles el 7,1% de les quals corresponia a persones de 65 anys o més que vivien soles. El nombre mitjà de persones vivint en cada habitatge era de 2,6 i el nombre mitjà de persones que vivien en cada família era de 3,02.
Per edats la població es repartia de la següent manera: un 25,9% tenia menys de 18 anys, un 4,4% entre 18 i 24, un 24,9% entre 25 i 44, un 30,4% de 45 a 60 i un 14,4% 65 anys o més.
L'edat mediana era de 42 anys. Per cada 100 dones de 18 o més anys hi havia 91,5 homes.
La renda mediana per habitatge era de 102.107 $ i la renda mediana per família de 120.364 $. Els homes tenien una renda mediana de 90.067 $ mentre que les dones 51.855 $. La renda per capita de la població era de 54.319 $. Entorn del 2,1% de les famílies i el 2,9% de la població estaven per davall del llindar de pobresa.

## Poblacions properes
El següent diagrama mostra les poblacions més properes.